# 36 Seasons
 (septembre 2016).
Si vous disposez d'ouvrages ou d'articles de référence ou si vous connaissez des sites web de qualité traitant du thème abordé ici, merci de compléter l'article en donnant les références utiles à sa vérifiabilité et en les liant à la section « Notes et références ».
Albums de Ghostface Killah
Twelve Reasons to Die
(2013)
36 Seasons est le onzième album studio du rappeur américain Ghostface Killah, sorti le 9 décembre 2014, par Tommy Boy Records.

## Liste des titres
| 1.    | The Battlefield (featuring AZ, Kool G Rap & Tre Williams)             | Fizzy Womack, The Revelations        | 3:46 |
| 2.    | Love Don't Live Here No More (featuring Kandace Springs)              | Malik Abdul-Rahmaan, The Revelations | 3:48 |
| 3.    | Here I Go Again (featuring AZ & Rell)                                 | Fizzy Womack, The Revelations        | 3:28 |
| 4.    | Loyalty (performed by Kool G Rap & Nems)                              | The Revelations                      | 1:57 |
| 5.    | It's a Thin Line Between Love and Hate (performed by The Revelations) | The Revelations                      | 3:59 |
| 6.    | The Dogs of War (featuring Shawn Wigs & Kool G Rap)                   | The Revelations                      | 3:48 |
| 7.    | Emergency Procedure (featuring Pharoahe Monch)                        | The Revelations                      | 2:42 |
| 8.    | Double Cross (featuring AZ)                                           | The Revelations                      | 2:20 |
| 9.    | Bamboo's Lament (performed by Kandace Springs)                        | Malik Abdul-Rahmaan, The Revelations | 1:57 |
| 10.   | Pieces to the Puzzle (featuring AZ)                                   | The Revelations                      | 2:35 |
| 11.   | Homicide (featuring Nems & Shawn Wigs)                                | Malik Abdul-Rahmaan, The Revelations | 3:21 |
| 12.   | Blood in the Streets (featuring AZ)                                   | The 45 King, The Revelations         | 2:03 |
| 13.   | Call My Name                                                          | The Revelations                      | 2:11 |
| 14.   | I Love You For All Seasons (performed by The Revelations)             | The Revelations                      | 2:20 |
| 40:15 |                                                                       |                                      |      |

Toutes les chansons sont produites par The Revelations.  
| 15. | The Battlefield              | 3:43 |
| 16. | Love Don't Live Here No More | 3:29 |
| 17. | Here I Go Again              | 3:29 |
| 18. | Loyalty                      | 1:26 |
| 19. | The Dogs Of War              | 3:05 |
| 20. | Emergency Procedure          | 2:47 |
| 21. | Double Cross                 | 2:21 |
| 22. | Pieces To The Puzzle         | 2:34 |
| 23. | Homicide                     | 3:21 |
| 24. | Blood In The Streets         | 2:05 |
| 25. | Call My Name                 | 2:14 |